# جدجد شجري صغير
جدجد شجري صغير (الاسم العلمي: Oecanthus minutus) هو نوع من الحشرات يتبع جنس الجدجد الشجري من فصيلة الجداجد الحقيقية.